# کوچارگی نووه
کوچارگی نووه (به لهستانی:  Koczargi Nowe) یک منطقهٔ مسکونی در لهستان است که در گمینا ستاره بابیتسه واقع شده‌است.
 کوچارگی نووه  ۴۸۹ نفر جمعیت دارد.